# Giuseppe Moreali
Giuseppe Moreali (Sassuolo, 28 ottobre 1895 – Nonantola, 4 giugno 1980) è stato un medico e scrittore italiano, antifascista attivo nella Resistenza e dichiarato Giusto tra le Nazioni dallo Yad Vashem per aver assistito e salvato durante la seconda guerra mondiale un gruppo di settantatré bambini ebrei rifugiatisi a Villa Emma, a Nonantola.

## Biografia[1]
Nacque a Sassuolo, terra dei suoi avi, da Raffaele Moreali e Agrippina Baschieri. Compì gli studi classici presso il Liceo Muratori, a Modena, dove anche giocò nell'Audax F.C.

### Il dopoguerra e il titolo di Giusto tra le Nazioni
Al termine della guerra, per il suo ruolo nella Resistenza fu chiamato a prendere parte alle operazioni che effettuarono il passaggio alla vita democratica.
Nel dopoguerra si dedicò alla professione medica e, nel tempo libero, a musica, poesia e storia, pubblicando alcuni volumi e periodici locali. I periodici sono stampati al ciclostile, con prima pagina in stampa tipografica a due colori, spesso con eleganti incisioni - alcune anche interne solo in nero - dell'autore. Suoi disegni ricorrono anche nei suoi libri.
Il riconoscimento a Giusto tra le nazioni giunse nel 1964.
Dopo la sua morte nel 1980 ebbe vita per qualche tempo l'Associazione culturale nonantolana Giuseppe Moreali.
Il 19 aprile 2007 si tenne a Bologna il convegno nazionale La Memoria del Bene. Una memoria affidata alla scuola, con il patrocinio del Ministero dell'Istruzione, dell'Università e della Ricerca, di Gariwo la foresta dei Giusti, di Regione Emilia-Romagna e di Assemblea legislativa dell'Emilia-Romagna. Dei sedici progetti svolti in tale contesto da istituti secondari superiori, tre riguardarono Moreali e Villa Emma.

## Onorificenze
Conformemente al suo stile indipendente, il dottore non accettò i titoli di Cavaliere di Vittorio Veneto e di Cavaliere della Repubblica, ritenendo invece di accettare quello di Giusto tra le Nazioni, perché conforme allo spirito e alle funzioni della sua professione di medico. Nell'ottantesimo anniversario degli eventi di Villa Emma gli è stata conferita la Merito civile alla memoria.

## Nei media
Giuseppe Moreali è interpretato da Giorgio Lupano nel film Die Kinder der Villa Emma  del 2016.

## Riconoscimenti
- Gli è dedicato il Parco Giuseppe Moreali di Nonantola, che occupa lo spazio verde tra la Torre dei Bolognesi e le vie Montegrappa e Maestra di Redù.
- Nel 2001 gli è stata intitolata la strada di Nonantola che conduce all'ingresso attuale di Villa Emma[9].

## Opere a stampa
- Ris e fasoo. Miscellanea di poesie italiane e dialettali con 9 illustrazioni dell'autore, Tipografia Bagnoli, Nonantola 1956
- Nonantola. Cenni storici e guida storico-artistica, Cappelli, Rocca San Casciano 1956
- Sprazzi di luce, [S.l. : s.n., dopo il 1965]; anche: Artioli, Modena 1978
- I pchee d'la mee vciaia. Poesie dialettali nonantolane, copertina di Mario Vellani Marchi, presentazione di Luigi Zanfi, disegni di Libero Mussati e di Giuseppe Moreali, foto del cav. uff. Umberto Orlandini di Modena e del rag. Ruggero Piccinini di Nonantola, Cooptip, Modena 1972
- Nonantola monumentale. Poesie dialettali nonantolane, disegni di Libero Mussati, Cooptip, Modena 1972 (rist.: 1995)
- Peghlein. Poesie dialettali nonantolane, disegni dell'autore, Cooptip, Modena 1972
- I arsoi. Poesie dialettali, Cooptip, Modena 1975
- Il portale dell'abbazia di Nonantola, ricerca fotografica di Ruggero Piccinini, considerazioni di Giuseppe Moreali. Tipolito Bagnoli, Nonantola 1988
- Riviste - numeri unici: Ris e fasòo, poi Fasòo e ris, poi La Rocca, poi Al Tursein, poi Il Torricino (1968-1976)